# Тејлор Лаутнер
Тејлор Данијел Лаутнер (енгл. Taylor Daniel Lautner; Гранд Рапидс, 11. фебруар 1992) амерички је глумац. Познат је по улози вукодлака Џејкоба Блека у филмском серијалу Сумрак сага.

## Детињство и младост
Рођен је 11. фебруара 1992. године у Гранд Рапидсу, у Мичигену. Син је Деборе и Данијела Лаутнера. Мајка му ради за предузеће за развој софтвера, а отац као пилот за Midwest Airlines. Има млађе сестру, Макену. Одгајан као католик, има холандског, француског и немачког порекла, а изјавио је и да има „далеко” индијанско порекло преко своје мајке. Одрастао је у Хадсонвилу, граду у близини Гранд Рапидса. Изјавио је да су га малтретирали у школи јер је био глумац. Тада је изјавио: „Само сам требао себи да кажем ’Не могу да дозволим да ме ово погоди. Ово је оно што волим да радим и наставићу у томе.’”

## Приватни живот
Има сложен план тренинга о ком је говорио за Men's Health, као и специфичну исхрану након што је развио мишиће због филма Сумрак сага: Млад месец. И након тога, и даље редовно вежба и тренира борилачке вештине. Такође је изјавио да не уноси хемијске супстанце или алкохол.
У октобру 2009. године, током снимања филма Дан заљубљених, био је у вези с колегиницом Тејлор Свифт, али су раскинули крајем исте године. Након завршетка снимања филма Отмица са Лили Колинс, почели су да се забављају у новембру 2010, али су раскинули у септембру 2011. године. Између 2013. и 2015. био је у вези с канадском глумицом Мари Авгеропулос, коју је упознао на снимању филма Паркуриста. У децембру 2016. започео је везу с глумицом Били Лурд коју је упознао на снимању серије Краљице вриска, али су раскинули у јулу 2017. године. Током 2018. изјавио је да је у вези с Тејлор Доум, медицинском сестром из Калифорније. Дана 13. новембра 2021. објавио је да су верени. Венчали су се 11. новембра 2022. године. Претходно је изјавио да ће Доумова преузети његово презиме, након чега би се такође звала „Тејлор Лаутнер”.

## Филмографија

### Филм
| Улоге  |                                         |               |                  |             |
| Година | Српски назив                            | Изворни назив | Улога            | Напомена    |
| 2001.  |                                         |               | млади Кисмет     |             |
| 2005.  | Авантуре Ајкула-дечака и Лава-девојчице |               | Ајкула-дечак     |             |
| 2005.  | Што више то боље 2                      |               | Елиот Мерто      |             |
| 2008.  | Сумрак                                  |               | Џејкоб Блек      |             |
| 2009.  | Сумрак сага: Млад месец                 |               | Џејкоб Блек      |             |
| 2010.  | Дан заљубљених                          |               | Вили Харингтон   |             |
| 2010.  | Сумрак сага: Помрачење                  |               | Џејкоб Блек      |             |
| 2011.  |                                         |               | фармер           | кратки филм |
| 2011.  | Отмица                                  |               | Нејтан Харпер    |             |
| 2011.  | Сумрак сага: Праскозорје — 1. део       |               | Џејкоб Блек      |             |
| 2012.  | Сумрак сага: Праскозорје — 2. део       |               | Џејкоб Блек      |             |
| 2013.  | Маторани 2                              |               | Енди             |             |
| 2015.  | Паркуриста                              |               | Кам              |             |
| 2015.  |                                         | Пит           |                  |             |
| 2016.  |                                         |               | Рејмонд Хајтауер |             |
| 2022.  | Домаћа екипа                            |               | Трој Ламберт     |             |

### Телевизија
| Улоге      |                         |               |                        |                            |
| Година     | Српски назив            | Изворни назив | Улога                  | Напомена                   |
| 2003—2004. |                         |               | Арон                   | 2 епизоде                  |
| 2004.      |                         |               | мускетар               | непродати ТВ пилот         |
| 2004.      |                         |               | Тајрон                 | 1 епизода                  |
| 2004.      |                         |               | дечко на плажи         | 1 епизода                  |
| 2005.      | Шта има ново, Скуби-Ду? |               | Нед / Денис            | 1 епизода                  |
| 2005.      |                         |               | Реџи Васерстајн (глас) | 2 епизоде                  |
| 2005—2007. | Дени Фантом             |               | Јангблад (глас)        | 3 епизоде                  |
| 2006.      |                         |               | Оливер                 | 1 епизода                  |
| 2006.      |                         |               | Џо Агат (глас)         | ТВ филм                    |
| 2008.      |                         |               | Џек Спајви             | главна улога               |
| 2014—2018. | Куку                    |               | Дејл Ешбрик Млађи      | главна улога (2—4. сезона) |
| 2016.      | Краљице вриска          |               | др Касиди Каскејд      | главна улога (2. сезона)   |